# UEFA Nations League 2024-2025 - Lega B
Questa voce raccoglie un approfondimento sulle gare della Lega B dell'UEFA Nations League 2024-2025. La fase a gironi della Lega B si è disputata tra il 6 settembre e il 19 novembre 2024.

## Formato
Nella Lega B partecipano le 8 squadre classificate dal ventunesimo al ventottesimo posto nella classifica finale della UEFA Nations League 2022-2023, alle quali si aggiungono le 4 retrocesse dalla Lega A (classificate 13-16) e le 4 promosse dalla Lega C (classificate 33-36); le 16 partecipanti vengono divise in quattro gruppi da quattro squadre ciascuno. Ogni squadra gioca sei incontri: due partite nel mese di settembre, due nel mese di ottobre e due nel mese di novembre. Le squadre vincitrici di ogni raggruppamento vengono promosse nella Lega A della UEFA Nations League 2026-2027, mentre le squadre quarte classificate vengono retrocesse nella Lega C. Inoltre da questa edizione le seconde e le terze classificate disputeranno gli spareggi: le seconde classificate sfideranno le terze classificate della Lega A mentre le terze classificate sfideranno le seconde classificate della Lega C.

## Squadre partecipanti
Le squadre sono state assegnate alla Lega B in base alla lista d'accesso della UEFA Nations League 2024-2025, la quale si basa sulla classifica finale dell'edizione precedente: alle 8 squadre rimaste in Lega B viene attribuito il numero di accesso corrispondente alla posizione nella classifica finale dell'edizione passata, alle 4 retrocesse dalla Lega A vengono attribuiti i numeri 17-20 e alle 4 promosse dalla Lega C vengono attribuiti i numeri 29-32. Le urne per il sorteggio, composte da quattro squadre ciascuna, sono state annunciate il 2 dicembre 2023.
| Squadra     | Rank |
| ----------- | ---- |
| Austria     | 17   |
| Rep. Ceca   | 18   |
| Inghilterra | 19   |
| Galles      | 20   |

| Squadra   | Rank |
| --------- | ---- |
| Finlandia | 21   |
| Ucraina   | 22   |
| Islanda   | 23   |
| Norvegia  | 24   |

| Squadra    | Rank |
| ---------- | ---- |
| Slovenia   | 25   |
| Irlanda    | 26   |
| Albania    | 27   |
| Montenegro | 28   |

| Squadra    | Rank |
| ---------- | ---- |
| Georgia    | 29   |
| Grecia     | 30   |
| Turchia    | 31   |
| Kazakistan | 32   |

Il sorteggio per la fase a gironi si è svolto l'8 febbraio 2024 alle ore 18:00 CET a Parigi, in Francia.

## Gruppo 1

### Classifica
| Pos | Squadra   | Pt | G | V | N | P | GF | GS | DG |
| --- | --------- | -- | - | - | - | - | -- | -- | -- |
| 1.  | Rep. Ceca | 11 | 6 | 3 | 2 | 1 | 9  | 8  | +1 |
| 2.  | Ucraina   | 8  | 6 | 2 | 2 | 2 | 8  | 8  | 0  |
| 3.  | Georgia   | 7  | 6 | 2 | 1 | 3 | 7  | 6  | +1 |
| 4.  | Albania   | 7  | 6 | 2 | 1 | 3 | 4  | 6  | -2 |

### Risultati
| Arbitro: | Orel Grinfeld |

|                                                                            |           |             |
| K'varatskhelia 33’ (rig.) Chakvetadze 53’ Mikautadze 63’ Kochorashvili 66’ | Marcatori | 80’ Kalvach |

| Arbitro: | Luís Godinho |

|              |           |                       |
| Konoplja 49’ | Marcatori | 54’ Ismajli 66’ Asani |

| Arbitro: | Erik Lambrechts |

|  |           |                   |
|  | Marcatori | 71’ Kochorashvili |

| Arbitro: | John Beaton |

|                                   |           |                       |
| Šulc 21’, 45+2’ Souček 80’ (rig.) | Marcatori | 37’ Vanat 84’ Sudakov |

| Arbitro: | Benoît Bastien |

|               |           |  |
| Chorý 3’, 63’ | Marcatori |  |

| Arbitro: | Julian Weinberger |

|            |           |  |
| Mudryk 35’ | Marcatori |  |

| Arbitro: | Danny Makkelie |

|  |           |             |
|  | Marcatori | 48’ Asllani |

| Arbitro: | Guillermo Cuadra Fernández |

|                   |           |          |
| Dovbyk 52’ (rig.) | Marcatori | 18’ Červ |

| Arbitro: | Chris Kavanagh |

|                |           |                        |
| Mikautadze 76’ | Marcatori | 7’ (aut.) K'virk'velia |

| Tirana 16 novembre 2024, ore 20:45 UTC+1 | Albania        | 0 – 0 referto | Rep. Ceca | Arena Kombëtare (20 800 spett.)\| Arbitro: \| Sandro Schärer \| |
| Arbitro:                                 | Sandro Schärer |               |           |                                                                 |

| Arbitro: | João Pinheiro |

|                    |           |                          |
| Bajrami 75’ (rig.) | Marcatori | 5’ Zinčenko 10’ Jaremčuk |

| Arbitro: | Anastasios Papapetrou |

|                    |           |                |
| Šulc 3’ Hložek 24’ | Marcatori | 60’ Mikautadze |

## Gruppo 2

### Classifica
| Pos | Squadra     | Pt | G | V | N | P | GF | GS | DG  |
| --- | ----------- | -- | - | - | - | - | -- | -- | --- |
| 1.  | Inghilterra | 15 | 6 | 5 | 0 | 1 | 16 | 3  | +13 |
| 2.  | Grecia      | 15 | 6 | 5 | 0 | 1 | 11 | 4  | +7  |
| 3.  | Irlanda     | 6  | 6 | 2 | 0 | 4 | 3  | 12 | -9  |
| 4.  | Finlandia   | 0  | 6 | 0 | 0 | 6 | 2  | 13 | -11 |

### Risultati
| Arbitro: | José María Sánchez Martínez |

|  |           |                       |
|  | Marcatori | 11’ Rice 26’ Grealish |

| Arbitro: | Urs Schnyder |

|                                       |           |  |
| Iōannidīs 23’, 76’ Källman 37’ (aut.) | Marcatori |  |

| Arbitro: | Morten Krogh |

|               |           |  |
| Kane 57’, 76’ | Marcatori |  |

| Arbitro: | Espen Eskås |

|  |           |                          |
|  | Marcatori | 50’ Iōannidīs 87’ Tzolīs |

| Arbitro: | Andrea Colombo |

|                |           |                     |
| Bellingham 87’ | Marcatori | 49’, 90+4’ Paulidīs |

| Arbitro: | Aleksandar Stavrev |

|                |           |                      |
| Pohjanpalo 17’ | Marcatori | 57’ Scales 88’ Brady |

| Arbitro: | Giorgi Kruashvili |

|              |           |                                            |
| Hoskonen 87’ | Marcatori | 18’ Grealish 74’ Alexander-Arnold 84’ Rice |

| Arbitro: | Joey Kooij |

|                               |           |  |
| Mpakasetas 48’ Mantalos 90+1’ | Marcatori |  |

| Arbitro: | Daniel Siebert |

|  |           |                                             |
|  | Marcatori | 7’ Watkins 78’ (aut.) Vlachodīmos 83’ Jones |

| Arbitro: | Harm Osmers |

|              |           |  |
| Ferguson 45’ | Marcatori |  |

| Arbitro: | Erik Lambrechts |

|                                                                       |           |  |
| Kane 53’ (rig.) Gordon 56’ Gallagher 58’ Bowen 76’ Harwood-Bellis 79’ | Marcatori |  |

| Arbitro: | Willy Delajod |

|  |           |                           |
|  | Marcatori | 52’ Mpakasetas 56’ Tzolīs |

## Gruppo 3

### Classifica
| Pos | Squadra    | Pt | G | V | N | P | GF | GS | DG  |
| --- | ---------- | -- | - | - | - | - | -- | -- | --- |
| 1.  | Norvegia   | 13 | 6 | 4 | 1 | 1 | 15 | 7  | +8  |
| 2.  | Austria    | 11 | 6 | 3 | 2 | 1 | 14 | 5  | +9  |
| 3.  | Slovenia   | 8  | 6 | 2 | 1 | 3 | 7  | 9  | -2  |
| 4.  | Kazakistan | 1  | 6 | 0 | 1 | 5 | 0  | 15 | -15 |

### Risultati
| Almaty 6 settembre 2024, ore 16:00 UTC+2 | Kazakistan      | 0 – 0 referto | Norvegia | Stadio Centrale (23 173 spett.)\| Arbitro: \| Allard Lindhout \| |
| Arbitro:                                 | Allard Lindhout |               |          |                                                                  |

| Arbitro: | Radu Petrescu |

|                  |           |            |
| Šeško 16’ (rig.) | Marcatori | 28’ Laimer |

| Arbitro: | Nikola Dabanović |

|                      |           |              |
| Myhre 9’ Haaland 80’ | Marcatori | 37’ Sabitzer |

| Arbitro: | João Pinheiro |

|                     |           |  |
| Šeško 23’, 28’, 63’ | Marcatori |  |

| Arbitro: | Donald Robertson |

|                                                     |           |  |
| Baumgartner 10’ Lienhart 54’ Sabitzer 56’ Seidl 79’ | Marcatori |  |

| Arbitro: | Manfredas Lukjančukas |

|                             |           |  |
| Haaland 7’, 62’ Sørloth 52’ | Marcatori |  |

| Arbitro: | Craig Pawson |

|  |           |            |
|  | Marcatori | 55’ Mlakar |

| Arbitro: | Tamás Bognár |

|                                                                  |           |             |
| Arnautović 8’, 49’ (rig.) Lienhart 58’ Posch 62’ Gregoritsch 71’ | Marcatori | 39’ Sørloth |

| Arbitro: | Marian Barbu |

|  |           |                                 |
|  | Marcatori | 15’ Baumgartner 25’ Gregoritsch |

| Arbitro: | Michael Oliver |

|                  |           |                                    |
| Šeško 21’ (rig.) | Marcatori | 4’, 59’ Nusa 45’ Haaland 82’ Hauge |

| Arbitro: | Glenn Nyberg |

|            |           |                  |
| Schmid 27’ | Marcatori | 81’ Gnezda Čerin |

| Arbitro: | Jasper Vergoote |

|                                            |           |  |
| Haaland 23’, 37’, 71’ Sørloth 41’ Nusa 76’ | Marcatori |  |

## Gruppo 4

### Classifica
| Pos | Squadra    | Pt | G | V | N | P | GF | GS | DG |
| --- | ---------- | -- | - | - | - | - | -- | -- | -- |
| 1.  | Galles     | 12 | 6 | 3 | 3 | 0 | 9  | 4  | +5 |
| 2.  | Turchia    | 11 | 6 | 3 | 2 | 1 | 9  | 6  | +3 |
| 3.  | Islanda    | 7  | 6 | 2 | 1 | 3 | 10 | 13 | -3 |
| 4.  | Montenegro | 3  | 6 | 1 | 0 | 5 | 4  | 9  | -5 |

### Risultati
| Arbitro: | Willy Delajod |

|                                |           |  |
| Óskarsson 39’ Þorsteinsson 58’ | Marcatori |  |

| Cardiff 6 settembre 2024, ore 20:45 UTC+2 | Galles      | 0 – 0 referto | Turchia | Cardiff City Stadium (28 625 spett.)\| Arbitro: \| Rohit Saggi \| |
| Arbitro:                                  | Rohit Saggi |               |         |                                                                   |

| Arbitro: | Georgi Kabakov |

|           |           |                    |
| Camaj 73’ | Marcatori | 1’ Moore 3’ Wilson |

| Arbitro: | Enea Jorgji |

|                         |           |             |
| Aktürkoğlu 2’, 52’, 88’ | Marcatori | 37’ Pálsson |

| Arbitro: | Antoni Bandić |

|                              |           |                        |
| Tómasson 69’ Ward 72’ (aut.) | Marcatori | 11’ Johnson 29’ Wilson |

| Arbitro: | Daniele Chiffi |

|             |           |  |
| Kahveci 69’ | Marcatori |  |

| Arbitro: | Damian Sylwestrzak |

|                             |           |                                                              |
| Óskarsson 3’ Guðjohnsen 83’ | Marcatori | 62’ Kahveci 67’ (rig.) Çalhanoğlu 88’ Güler 90+5’ Aktürkoğlu |

| Arbitro: | Filip Glova |

|                   |           |  |
| Wilson 36’ (rig.) | Marcatori |  |

| Arbitro: | Sven Jablonski |

|  |           |                               |
|  | Marcatori | 74’ Óskarsson 88’ Jóhannesson |

| Kayseri 16 novembre 2024, ore 18:00 UTC+1 | Turchia               | 0 – 0 referto | Galles | Stadio Kadir Has (28 812 spett.)\| Arbitro: \| Juan Martínez Munuera \| |
| Arbitro:                                  | Juan Martínez Munuera |               |        |                                                                         |

| Arbitro: | Urs Schnyder |

|                        |           |            |
| Krstović 29’, 45’, 73’ | Marcatori | 37’ Yıldız |

| Arbitro: | António Nobre |

|                                          |           |               |
| Cullen 32’, 45+1’ Johnson 65’ Wilson 79’ | Marcatori | 8’ Guðjohnsen |

## Statistiche

### Classifica marcatori
7 reti
- Erling Haaland

5 reti
- Benjamin Šeško (2 rig.)

4 reti
- Kerem Aktürkoğlu

- Harry Wilson

3 reti
- Pavel Šulc
- Harry Kane (1 rig.)
- Georges Mikautadze

- Fōtīs Iōannidīs
- Orri Óskarsson
- Nikola Krstović

- Antonio Nusa
- Alexander Sørloth

2 reti
- Marko Arnautović (1 rig.)
- Christoph Baumgartner
- Michael Gregoritsch
- Philipp Lienhart
- Marcel Sabitzer
- Tomáš Chorý

- Jack Grealish
- Declan Rice
- Giorgi Kochorashvili
- Anastasios Mpakasetas
- Vaggelīs Paulidīs
- Chrīstos Tzolīs

- Andri Guðjohnsen
- İrfan Kahveci
- Liam Cullen
- Brennan Johnson

1 rete
- Jasir Asani
- Kristjan Asllani
- Nedim Bajrami (1 rig.)
- Ardian Ismajli
- Konrad Laimer
- Stefan Posch
- Romano Schmid
- Matthias Seidl
- Lukáš Červ
- Adam Hložek
- Lukáš Kalvach
- Tomáš Souček (1 rig.)
- Trent Alexander-Arnold
- Jude Bellingham
- Jarrod Bowen
- Conor Gallagher

- Anthony Gordon
- Taylor Harwood-Bellis
- Curtis Jones
- Ollie Watkins
- Arttu Hoskonen
- Joel Pohjanpalo
- Giorgi Chakvetadze
- Khvicha K'varatskhelia (1 rig.)
- Petros Mantalos
- Ísak Bergmann Jóhannesson
- Jón Dagur Þorsteinsson
- Victor Pálsson
- Logi Tómasson
- Driton Camaj
- Felix Horn Myhre
- Jens Petter Hauge

- Robbie Brady
- Evan Ferguson
- Liam Scales
- Adam Gnezda Čerin
- Jan Mlakar
- Hakan Çalhanoğlu (1 rig.)
- Arda Güler
- Kenan Yıldız
- Artem Dovbyk (1 rig.)
- Roman Jaremčuk
- Juchym Konoplja
- Mychajlo Mudryk
- Heorhij Sudakov
- Vladyslav Vanat
- Oleksandr Zinčenko
- Kieffer Moore

Autoreti
- Benjamin Källman (1, pro  Grecia)
- Solomon K'virk'velia (1, pro  Ucraina)

- Odysseas Vlachodīmos (1, pro  Inghilterra)
- Danny Ward (1, pro  Islanda)